# Marion Brasch

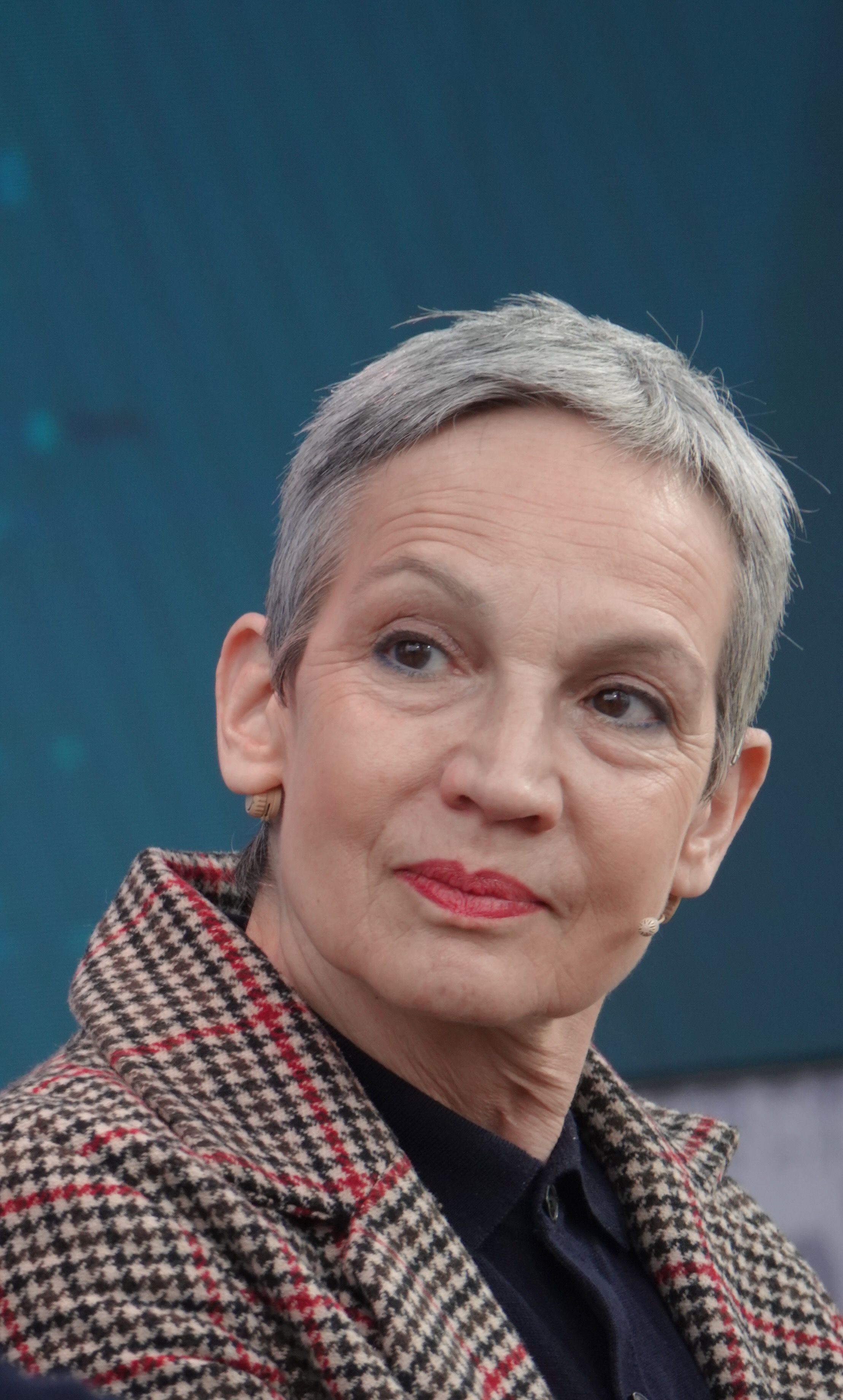
Marion Brasch 2023

Marion Brasch (* 11. März 1961 in Ost-Berlin) ist eine deutsche Schriftstellerin und Hörfunkjournalistin.

## Leben
Marion Brasch entstammt einer jüdischen Familie mit österreichisch-deutschen Wurzeln. Ihre Mutter Gerda Brasch (1921–1975) war Journalistin, ihr Vater Horst Brasch (1922–1989) bekleidete nach seiner Rückkehr aus dem Exil in Großbritannien 1946 hohe Ämter in der Kulturpolitik der DDR. Marion Brasch ist die Schwester der Schriftsteller Thomas Brasch (1945–2001) und Peter Brasch (1955–2001) sowie des Schauspielers Klaus Brasch (1950–1980).
Brasch schloss ihre schulische Ausbildung mit dem Abitur ab und absolvierte eine Ausbildung als Schriftsetzerin. Anschließend arbeitete sie zunächst für zwei Jahre in der Druckerei Neues Deutschland, später bei verschiedenen Verlagen und dem Verband der Komponisten und Musikwissenschaftler der DDR. Bis August 1989 war sie Mitglied der SED.
Von 1987 bis 1992 war sie beim Radiosender DT64 tätig, zunächst als Musikredakteurin, später auch als Moderatorin und Autorin. Nach 1992 ging Brasch nach kurzen Stationen bei Rockradio B, Fritz und Radio Brandenburg zum 1997 gegründeten Rundfunksender Radio Eins (RBB), für den sie seither freiberuflich arbeitet.
Seit Anfang der 2010er Jahre ist Brasch schriftstellerisch tätig. 2012 erschien ihr vielbeachteter Debütroman Ab jetzt ist Ruhe. Roman meiner fabelhaften Familie, auf dem der Dokumentarfilm Familie Brasch von Annekatrin Hendel (2018) basiert und der u. a. Hintergrund für Andreas Kleinerts preisgekrönten Kinofilm Lieber Thomas (2021) war.
Marion Brasch ist die Mutter von Lena Brasch (* 1993) und lebt und arbeitet in Berlin.

## Werke
Romane
- Ab jetzt ist Ruhe. Roman meiner fabelhaften Familie. S. Fischer Verlag, Frankfurt am Main 2012, ISBN 978-3-10-004420-4
- Wunderlich fährt nach Norden. S. Fischer Verlag, Frankfurt am Main 2014, ISBN 978-3-10-001368-2 (Rezension)
- Die irrtümlichen Abenteuer des Herrn Godot. Voland & Quist, Dresden u. a. 2016, ISBN 978-3-86391-135-5 (Rezension)
- Lieber woanders. S. Fischer Verlag, Frankfurt am Main 2019, ISBN 978-3-10-397413-3
- Winterkind und Herr Jemineh. Abenteuerroman für Leute ab 6. Stuart & Jacoby, Berlin 2024, ISBN 978-3-96428-212-5

Erzählungen (Auswahl)
- Hermann Hesse kauft eine Schreibmaschine. In: Neue Rundschau, Heft 3/2011, ISSN 0028-3347
- Eine Geschichte, in der Zeit vergeht und auch wieder nicht. In: Moment mal! Was die Zeit mit uns macht. Rowohlt Berlin 2017, ISBN 978-3-7371-0021-2
- Der Gast. In: Short Stories für Haus Lange Haus Esters. Grass Publishers 2020, ISBN 978-3-946848-07-3
- Einige Männer und Frauen. In: Wildnis. Herausgegeben von Michael Köhlmeier. Hanser Verlag 2020, ISBN 978-3-446-26729-9
- Können Sie ein Geheimnis für sich behalten? In: Look Out Kid. Bob Dylans Lieder, unsere Geschichten. Herausgegeben von Maik Brüggemeyer. Ullstein Buchverlage 2021, ISBN 978-3-550-20158-5

Theater
- Die Brüder Brasch – Collage für 4 Schauspieler. Deutsches Theater Berlin, 2015
- Arthur Hackbart feiert Weihnachten., Deutsches Theater Berlin, 2015
- Bleiben will ich, wo ich nie gewesen bin – Ein Abend für Thomas Brasch. Texte. Szenen. Film. 2015[2]
- Schön hausen – Ein Abend für Peter Brasch. Texte. Szenen. Bilder. Volksbühne Berlin 2019[3]
- Die Dinge des Lebens.  Gesprächsreihe, Hans Otto Theater Potsdam, seit 2019
- Winterkind und Herr Jemineh – Stück für Leute ab 5. Theater Junge Generation, 2023
- Du musst gegen den Wind laufen. Für Thomas Brasch. Berliner Ensemble, 2025[4]

Podcast
- Jüdisch in der DDR. Deutschlandfunk Kultur, 2023
- Wie war’s? Der Podcast vom Berliner Ensemble. Berliner Ensemble, 2023/24
- Songbook – Die Abenteuer von Godot. Radio Eins, seit 2024